# Uther Pendragon
Uther Pendragon (en gallois : Uthyr Bendragon, Pen Draig, littéralement « tête de dragon », soit « chef de guerriers » en gallois) est, dans la littérature galloise — en particulier l'Histoire des rois de Bretagne (Historia regum Britanniae) — et la légende arthurienne, un roi de Bretagne en lutte contre les Saxons, et le père du roi Arthur.

## Nom
Pen-dragon est traditionnellement interprété comme signifiant littéralement « tête de dragon(s) » et au figuré « chef des guerriers » en gallois (composé de pen « tête, chef » et dragon « dragon, guerrier » ). La légende d'Uther Pendragon l’associe effectivement à cet animal fantastique : dans une vision, lui apparaît une comète en forme de dragon dont il s'inspire pour créer deux étendards ou insignes. Une autre tradition prétend qu'il portait à sa selle les têtes de deux dragons, un blanc et un rouge, qui vivaient autrefois sous terre ; réveillés par le poids de la tour que le roi Vortigern faisait construire au-dessus d'eux, ils s'entre-tuèrent en sortant de terre.

## Uther Pendragon dans les sources galloises

### Sources mineures
Uther Pendragon apparaît brièvement dans quelques poèmes gallois, parfois présenté comme le père d'Arthur : Pa gur yv y porthaur (« Qui est l'homme qui garde le portail ? »), Chant funèbre d'Uther Pen, l’un des poèmes anciens du Livre de Taliesin. Dans les Triades galloises, il est aussi magicien, auteur d'un des trois enchantements de l'île de Bretagne.

### Histoire des rois de Bretagne
La source principale pour sa légende est l'Histoire des rois de Bretagne de Geoffroy de Monmouth. Uther y est le plus jeune fils du roi Constantin II. L'aîné, Constant, héritier du trône de Bretagne, est tué par l’usurpateur Vortigern. Ambrosius Aurelianus, puîné, et Uther se réfugient en Bretagne continentale. Lorsque l'alliance contractée avec les Saxons par Vortigern tourne à son désavantage, les deux frères reviennent. Ambrosius Aurélianus élimine Vortigern et devient roi.
Promu chef des armées, Uther se rend en Irlande pour en rapporter avec Merlin les pierres de Stonehenge et bat 
Pascent, le fils de Vortigern, et ses alliés saxons. Il a auparavant eu la vision d’une comète en forme de dragon que Merlin interprète comme le présage de sa victoire et de la mort de son frère. Effectivement, Uther trouve à son retour ce dernier agonisant, empoisonné par un assassin.
Devenu roi à son tour, il adopte le nom de Pendragon et fait faire deux dragons d'or dont un lui sert d’insigne. Il poursuit avec succès la lutte contre les Saxons. L'un de ses hommes est Gorlois, duc de Cornouailles. Une guerre éclate entre eux car Uther convoite sa femme, Ygraine. Bien que celle-ci soit mise en sûreté au château de Tintagel, Uther la rejoint une nuit, ayant pris les traits de son mari grâce à la magie de Merlin ; de cette rencontre naîtra Arthur. Gorlois ayant été tué durant cette même nuit, Uther épouse Ygraine qui lui donnera une fille prénommée Anna. Le thème de la naissance illégitime se perpétuera dans les romans arthuriens avec Mordred, engendré par Arthur, et Galaad, fils de Lancelot.
Uther entreprend sa dernière campagne alors qu'il est si malade que les Saxons le surnomment « le roi mort-vivant ». Ses troupes battent néanmoins Octa fils d'Hengist à Verulamium (St Albans). Uther meurt non loin de là en buvant l'eau d'une source empoisonnée par l'ennemi.

### Famille
Le roi Constantin de Bretagne, donné comme le père d'Uther Pendragon dans l’Histoire des rois de Bretagne, y apparaît plutôt comme une figure composite inspirée de Constantin III, de Constantin de Domnonée (VIe siècle) et d'un troisième Constantin mentionné dans les Généalogies galloises. Le personnage de Constant de Bretagne, frère aîné d'Uther selon l'Histoire, semble inspiré de Constant le fils de Constantin III ; le supposé puîné Ambrosius Aurelianus est un personnage réel, mais aucune autre source historique ne lui donne de frères nommés Constant ou Uther.
Arthur et l'Aigle, poème écrit par un contemporain de Geoffrey de Monmouth mentionne Madoc, père d'Eliwlod, comme fils d'Uther.
Selon Geoffroy, sa fille Morgane épouse le roi Lot et donne naissance à Gauvain et Mordred. Cependant, ailleurs dans son œuvre, il affirme que le roi Lot avait épousé la sœur d'Aurelius durant le règne de celui-ci. Dans des romans plus tardifs, Anna devient Morgause, fille du premier mari d'Ygraine ; elle n'est que demi-sœur d'Arthur et a pour sœur Morgane ; c’est généralement Élaine, fille d'Ygraine et de Gorlois, qui est donnée comme la mère de Gauvain.
Geoffroy mentionne une lignée de rois de Bretagne péninsulaire dont le premier est Hoël fils d'Anna (bien que dans certains passages sa mère soit la sœur d'Uther). Dans les Généalogies Galloises où Uther Pendragon n'est pas mentionné, il est également fils d'Anna. Il semble que les sources de Geoffroy donnaient Hoël et non Gauvain comme son fils. Des narrateurs ultérieurs ont tenté de résoudre les contradictions entre sources en faisant du royaume de Hoël un fait arthurien.[Qui ?]

### Hypothèse historique
Selon une théorie de David Sims et Mick Baker[réf. souhaitée], Uther Pendragon pourrait être la représentation épique du roi gallois Einion l'Impétueux, ainsi yrth (impétueux) aurait pu donner Yrthr (Uther) ; en tant que chef de la famille royale de Gwynedd, Einion portait le titre de Pen Draig (« Chef de troupe »). Yrthr Pen Draig n'est pas sans rappeler Uther Pendragon. Son fils, Owain Ddantgwyn (Owain Dents-Blanches), serait alors l'Arthur historique.
On peut placer l'épisode royal d'Uther Pendragon entre deux dates :
- en 469, Riothame (épithète donné pour Ambrosius Aurelianus), est battu à Déols, près de Châteauroux, par Euric, le roi wisigoth d'Aquitaine, et meurt empoisonné peu de temps après ;
- vers 480, la bataille de Carohaise éclate, bataille dans laquelle participe le tout jeune roi Arthur. Cette année-là, depuis le 9 février, Jules Nepos est césar ;
- ainsi, on doit pouvoir fixer la date de la mort d'Uther vers le 11 novembre 473.

## Uther Pendragon dans les autres littératures

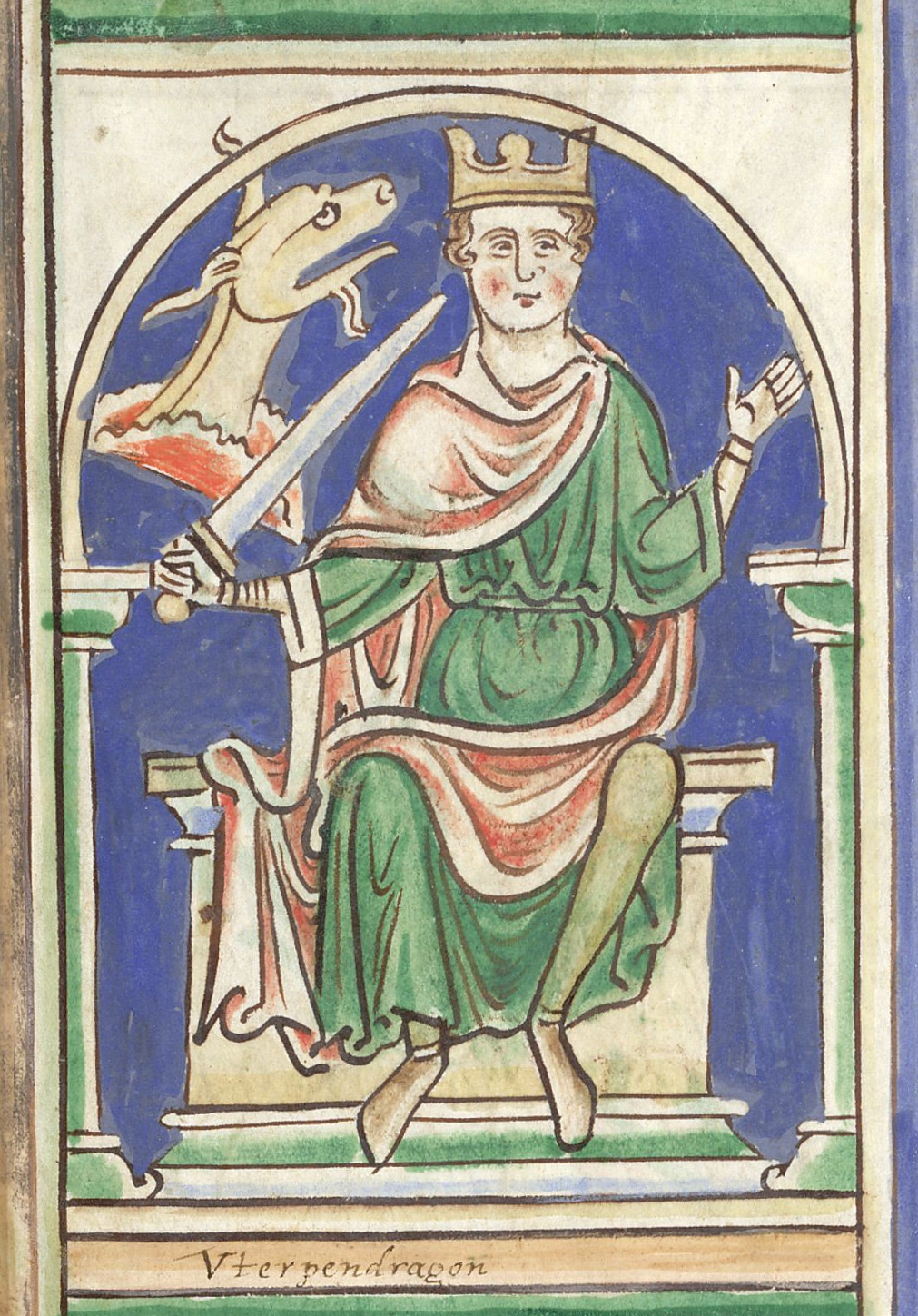
Uther Pendragon
Enluminure de Matthieu Paris dans Epitomé des chroniques (XIII).

### Littérature médiévale
Dans le Parzival de Wolfram d'Eschenbach, un certain Mazadan se rend avec une fée nommée Terdelaschoye, au pays de Feimurgan. On retrouve là l'écho déformé d'une source relatant l'alliance de Mazadan avec la fée Morgane de la Terre de la Joye. Mazadan devient père de deux fils, Lazaliez et Brickus. Ce dernier engendre Utepandragun, lui-même père d'Arthur, tandis que Lazaliez engendre Gandin d'Anjou, père de Gahmuret, lui-même père de Parzival/Perceval. Tant Uther Pendragon qu'Arthur apparaissent ici comme les rejetons d'une branche mineure d'une « maison d'Anjou » imaginaire du Ve – VIe siècle.
Dans Lancelot-Graal, Uther Pendragon affirme être né à Bourges. Il rassemble une armée pour se rendre en Bretagne afin de combattre le roi Claudas de Bourges, situation évoquant l'expédition en Bretagne au Ve siècle du chef britannique Riothamus qui voulait combattre des pillards basés à Bourges.
Dans le Merlin de Robert de Boron, Uther Pendragon tue le Saxon Hengist (équivalant à Angis ou Augis) alors que ce dernier s'introduit dans le camp britannique avec l'intention de l'assassiner. C'est pour lui que Merlin l'Enchanteur crée la Table Ronde.

### Littérature moderne
- Dans la série La Quête du roi Arthur  (1938-1958) de T. H. White, Uther le Conquérant est un roi anglo-normand ayant régné de 1066 à 1216.
- Dans les deux premiers livres de la saga arthurienne de Mary Stewart, La Grotte de cristal (1970) et Les Collines aux mille grottes (1973), Uther Pendragon est l'oncle de Merlin présenté comme un fils illégitime d'Ambrosius.
- Bernard Cornwell dans La Saga du roi Arthur (1985-1989) en fait un roi de Domnonée et le grand roi de Bretagne.
- Selon Jack Whyte, auteur des  Chroniques de Camulod (1992-2003), Uther est roi des Pendragon, peuple celtique de Cambrie, cousin de Caius Merlyn Britannicus et d’Ambrose Ambrosianus Britannicus.
- Dans le Cycle de Pendragon (1987-1999), Stephen R. Lawhead se distingue en attribuant la paternité d'Arthur à Aurelius dont il fait le premier mari d'Ygraine.
- Dans Le Cycle d'Avalon (1983-2000) de Marion Zimmer Bradley, Uther est le neveu d'Aurelianus, lui-même fils d'un empereur romain.
- Dans le roman La Dernière Légion (2003) de Valerio Massimo Manfredi, Uther n'est autre que le dernier empereur romain Romulus Augustus lui-même qui, parti en Bretagne à la recherche des derniers fidèles de l’empire, s'y fixe et donne naissance à Arthur.
- Dans la trilogie de Jean-Louis Fetjaine, Le Crépuscule des elfes, La Nuit des elfes et L'Heure des elfes qui narre la jeunesse d'Uther et comment il acquit le titre de « Pendragon », Uther serait également le père de la Dame du Lac, enfantée avec la reine des elfes Lliane.

## Uther Pendragon dans les autres médias
- Excalibur de John Boorman, 1981, inspiré du roman de Thomas Malory, Uther Pendragon est incarné par Gabriel Byrne.
- La Dernière Légion de Doug Lefler, 2007, le film raconte la vie de Romulus Augustus, le dernier César qui deviendra Uther Pendragon.
- Merlin, série télévisée créée par Julian Jones, Jake Michie, Johnny Capps, Julian Murphy en 2008, Uther y est incarné par Anthony Stewart Head.
- Pendragon, web-série sortie en 2011 racontant la vie et la légende d'Uther Pendragon, interprété par Christophe De Noni.
- Kaamelott, série télévisée écrite et réalisée par Alexandre Astier entre 2003 et 2009 raconte la naissance du royaume de Kaamelott à la mort de Pendragon et l'avènement de son fils, le Roi Arthur.
- King Arthur (King Arthur: Legend of the Sword), film américano-australo-britannique réalisé par Guy Ritchie sorti en 2017. Il y est interprété par Eric Bana.
- Cursed : La Rebelle, série télévisée américaine créée par Frank Miller et Tom Wheeler en 2020 pour Netflix. Uther y est interprété par Sebastian Armesto